# جيم مودي
جيم مودي (بالإنجليزية: Jim Moody)‏ هو سياسي أمريكي، ولد في 2 سبتمبر 1935 في الولايات المتحدة. حزبياً، نشط في الحزب الديمقراطي.

## مناصب
- في انتخابات مجلس النواب الأمريكي 1990 [الإنجليزية]‏، انتخب عضو مجلس النواب الأمريكي عن دائرة الدائرة الانتخابية الخامسة لويسكونسن [الإنجليزية]‏ وقد انضم خلال فترته النيابية [الإنجليزية]‏ (3 يناير 1991 – 3 يناير 1993) للكتلة البرلمانية الحزب الديمقراطي.
- انتخب عضو جمعية ولاية ويسكونسن.
- انتخب عضو مجلس ولاية ويسكونسن.
- انتخب عضو مجلس النواب الأمريكي.